# Bucephalopsis longovifera
Bucephalopsis longovifera är en plattmaskart. Bucephalopsis longovifera ingår i släktet Bucephalopsis och familjen Bucephalidae. Inga underarter finns listade i Catalogue of Life.